# Krój pisma
Krój pisma – charakterystyczny obraz kompletu znaków pisma o jednolitych podstawowych cechach graficznych: stylu, rytmie, proporcji, dukcie, układzie lub kształcie szeryfów, właściwościach optycznych (czytelności) itp. Może mieć wiele odmian, czasami nawet znacznie różniących się od kroju podstawowego, lecz nadal zachowujących w sposób konsekwentny podstawowe założenia graficzne danej rodziny krojów.
Krój pisma (łącznie z jego wszystkimi odmianami) jest dziełem autorskim podlegającym ochronie prawnej.
Krój (dawniej także karakter) to jeden z trzech podstawowych, obok stopnia i odmiany, parametrów każdej czcionki i fontu. Spośród tych trzech parametrów jest najważniejszym elementem określającym charakterystyczny wygląd i unikatowość każdej rodziny czcionek czy fontów. Stanowi o konkretnym, rozpoznawalnym wyglądzie niezależnie od wielkości znaków, czy ich atrybucie pogrubienia, pochylenia, szerokości itp.

## Rodzaje krojów
Kroje czcionek i fontów można klasyfikować wedle cech ich wyglądu, czasu powstania, pochodzenia, przeznaczenia i innych kryteriów. W zależności od przyjętych kryteriów powstają różne systemy klasyfikacji pism drukarskich, np. polska klasyfikacja ART, normatywna polska klasyfikacja PN-73/P-55009 czy niemiecka DIN 16518. 

### Podział według wyglądu
Podstawowe grupy krojów uszeregowane ze względu na wygląd znaków przedstawiają się następująco:
1. kroje jedno- i dwuelementowe,
2. kroje szeryfowe i bezszeryfowe,
3. kroje o stałej szerokości znaku i proporcjonalne.

Poza tymi wyróżnić można także tzw. pisanki, czyli kroje przypominające pismo odręczne, oraz ksenotypy – kroje swym wyglądem znacznie odbiegające od klasycznych wzorów, wykorzystujące takie środki jak deformacje liter czy złudzenia optyczne.

#### Jedno- i dwuelementowe
- krój jednoelementowy (lub linearny) – krój pisma, w którym litery (i oczywiście wszystkie pozostałe znaki) są zbudowane z kresek tej samej szerokości (czyli grubości). Przykładami takiego kroju są egipcjanki, Helvetica, Arial, Tahoma.
- krój dwuelementowy – w odróżnieniu od kroju jednoelementowego, kreski stanowiące znaki mogą różnić się szerokością, np. wszystkie pionowe są innej szerokości niż poziome, lub też gdy szerokość tych kresek zmienia się płynnie, dowolnie według uznania ich projektanta. Przykładami takiego kroju są Clarendon, Times New Roman.

#### Szeryfowe i bezszeryfowe
- krój szeryfowy – szeryfy to ozdobne, krótkie kreski stosowane w wielu krojach pisma do zwiększenia dekoracyjności danego fontu. Najczęściej są to poziome kreski będące stopkami liter, ale mogą występować również w innych miejscach znaków. Jeżeli dany font został zaprojektowany z wykorzystaniem szeryfów, to zazwyczaj są one konsekwentnie stosowane w całym zestawie znaków pisarskich danego fontu, a w szczególności leżą one we wszystkich znakach na tej samej linii. Pismo szeryfowe wywodzi się od kutych w kamieniu napisów starożytnego Rzymu, a szeryfy i zróżnicowane grubości linii symbolizują ślad dłuta kamieniarskiego.
- W krojach szeryfowych wyróżnia się poszczególne rodzaje: 
  - szeryf klinowy w postaci klina (np. Times New Roman),
  - belkowe w postaci jednolitych prostokątów (np. Rockwell),
  - kreskowe w postaci cienkich kresek, skontrastowanych z główną linią znaku (np. Bodoni),
  - skryte, czyli nieznaczne poszerzenia na końcach znaków (np. Cooper Black),
  - niektóre kroje pisma zawierają również szeryfy w postaci „perhaepsów” występujące na środkowej linii znaku
- krój bezszeryfowy – krój pisma pozbawiony szeryfów.

Przy określaniu krojów pisma, niezależnie od platformy komputerowej oraz wersji językowej oprogramowania, często stosowane są pochodzące z języka francuskiego określenia: serif oraz sans serif. Pierwsze oznacza szeryfy, a drugie bez szeryfów.
Szeryfy są co prawda ozdobnikami, ale szeryfowe kroje pisma należą do podstawowych fontów, stosowanych w bieżącej pracy do łamania tekstu, na równi z bezszeryfowymi. Zarówno fonty jedno- jak i dwuelementowe mogą być szeryfowe lub bezszeryfowe, ale konkretny font tylko: szeryfowy lub bezszeryfowy (i tak samo: jedno- lub dwuelementowy).
Przyjmuje się, że łatwiej czyta się tekst jednolity wydrukowany krojem szeryfowym. Tekst na ekranie monitora lepiej czyta się wyświetlony krojem bezszeryfowym, ze względu na niewielką rozdzielczość ekranu, a przez to brak możliwości dokładnego oddania wyglądu szeryfów. Także duże napisy (np. na bannerach) lepiej drukować krojem bezszeryfowym.

#### Stałe i proporcjonalne
| Krój proporcjonalny                                                   |
| --------------------------------------------------------------------- |
| Lorem ipsum dolor sit amet... 01234567890123456789012345678 Wikipedia |
| Krój stały                                                            |
| Lorem ipsum dolor sit amet... 01234567890123456789012345678 Wikipedia |

Czcionki kroju proporcjonalnego odzwierciedlają naturalny kształt liter, np. litera „i” jest znacznie węższa od litery „w”, ta natomiast jest szersza od litery „u”. W tekście złożonym przy pomocy takiego kroju światła międzyliterowe (czyli odstępy pomiędzy sąsiednimi literami) są identyczne i wyrazy, lub inne napisy, wyglądają naturalnie. Odległości pomiędzy środkami sąsiednich znaków są różne (zmieniają się proporcjonalnie).
Krój o stałej szerokości znaku, nazywany też maszynowym, stosuje się np. po to, aby liczba znaków w każdym wierszu była taka sama, a znaki w pionie układały się w kolumnach (w imitacji tabel, wyciągach zawierających dużo cyfr, w listingach programów, itp.) Przykładem takiego kroju jest Courier.
Zazwyczaj w pracy w DTP, a szczególnie przy pisaniu tzw. tekstu głównego stosuje się kroje proporcjonalne.

## Rodziny krojów
Współczesne kroje pism grupowane są w rodziny. Kroje w rodzinie wykazują się podobieństwem pewnych podstawowych cech, mogą natomiast różnić się grubością, pochyleniem, wielkością odstępu między znakami itp. 
Wielu producentów wprowadzając własne fonty z danej rodziny, pozostawia dotychczasowe nazwy, opatrując je tylko dodatkowymi określeniami, np. Times Roman, Times New Roman, Times New Roman MT. Jednakże duża liczba podobnych krojów posiada nazwy nie sugerujące ich pierwowzorów.